# Чжан, Клемент
Клемент Чжан (кит. трад. 張建邦, упр. 张建邦, пиньинь Zhāng Jiànbāng, палл. Чжан Цзяньбан; 15 марта 1929 — 26 мая 2018), в русскоязычном написании иногда Клемент Чан или Клемент Чанг — тайваньский учёный, политик и менеджер, видный деятель Гоминьдана. Ректор и президент Тамканского университета. В 1981—1989 — председатель городского совета Тайбэя. В 1989—1991 — министр транспорта и связи Китайской Республики. Второй президент Всемирной антикоммунистической лиги.

## Основатель университета
Родился на Тайване. Экономическое образование получил в 1949 в шанхайском Университете Святого Иоанна, основанном американскими миссионерами. После прихода к власти Компартии Китая отбыл в США. В 1952 получил степень магистра философии Иллинойского университета. Является почётным доктором филиппинского Университета Багио и Университета Огайо.
Вернувшись на Тайвань, Клемент Чжан с 1964 преподавал философию в частном Тамканском колледже наук и искусств. Способствовал получению колледжем статуса Тамканского университета (употребляется также название Университет Даньцзян). В 1980—1986 Клемент Чжан был ректором, затем до 1989 — президентом Тамканского университета и считается его основателем. Активно способствовал компьютеризации и развитию информационных технологий.
В университетском городе воздвигнута статуя Чжан Чиншэна — отца Клемента Чжана.

## Политик Гоминьдана
Убеждённый китайский националист, антикоммунист и сторонник Чан Кайши, Клемент Чжан вступил в Гоминьдан. С 1969 был депутатом, с 1981 — председателем городского совета Тайбэя. В 1989—1991 Клемент Чжан занимал пост министра транспорта и связи в правительствах Ли Хуаня и Хао Боцуня.
В 1997—2003 Клемент Чжан — советник президентов Ли Дэнхуэя и Чэнь Шуйбяня. В 2004 Чэнь Шуйбянь выдвинул кандидатуру Клемента Чжана в Контрольный юань (аналог Счётной палаты США). Это выдвижение было опротестовано оппозиционной ДПП.

## Президент WACL
В 1988—1989 Клемент Чжан занимал пост президента Всемирной антикоммунистической лиги (WACL; с 1990 — Всемирная лига за свободу и демократию (WLFD)). Выступая на праздновании Всемирного дня свободы 23 января 1989 года Клемент Чжан подчёркивал неизменно антикоммунистический характер тайваньской политики (несмотря на начинавшуюся нормализацию отношений с КНР), одобрял политическую программу президента США Джорджа Буша-старшего и отмечал, что глобальная победа над коммунизмом достигается «без войны, силой идей, а не силой оружия».
В начале 2000-х годов Клемент Чжан претендовал на возвращение к руководству WLFD и конфликтовал с президентом Лиги Жао Инци. Урегулировать конфликт удалось только при посредничестве президента Чэнь Шуйбяня.

## Смерть
Скончался Клемент Чжан на 90-м году жизни в больнице Национального университета Тайваня.